# Spintetend puntkapoentje
Het spintetend puntkapoentje (Stethorus punctillum) is een soort van lieveheersbeestjes in de familie Coccinellidae. Het wordt gevonden in Afrika, Europa en Noord-Azië, Zuid-Azië en Noord-Amerika.

## Kenmerken
Zoals alle soorten van de onderfamilie Scymninae behoren de zwarte ballieveheersbeestjes tot de kleinste soorten lieveheersbeestjes. Ze zijn slechts 1,2 tot 1,5 millimeter lang en hebben een bolvormig lichaam dat volledig zwart is. De korte antennes, monddelen en tarsi zijn gelig.

## Ecologie
Het leeft op struiken en loofbomen, vooral op de onderkant van de bladeren van lindebomen. 

## Verspreiding
Het spintetend puntkapoentje komt in heel Europa voor. Het is de enige Midden-Europese vertegenwoordiger van het geslacht Stethorus. 